# Bầu cử tổng thống Hoa Kỳ 1916
Cuộc bầu cử tổng thống Hoa Kỳ năm 1916 là cuộc bầu cử tổng thống bốn năm một lần lần thứ 33, được tổ chức vào thứ Ba, ngày 7 tháng 11 năm 1916. Tổng thống đương nhiệm của Đảng Dân chủ Woodrow Wilson đã đánh bại sít sao cựu Thẩm phán Tòa án tối cao Charles Evans Hughes, ứng cử viên của đảng Cộng hòa .
Vào tháng 6, Đại hội toàn quốc của Đảng Cộng hòa năm 1916 đã chọn Hughes làm ứng viên thỏa hiệp giữa phái bảo thủ và phái cấp tiến trong nội bộ đảng. Hughes tham gia Tòa án Tối cao từ năm 1912 và không tham gia vào các cuộc cạnh tranh chính trị lớn vào năm đó. Ông đã đánh bại John W. Weeks, Elihu Root và một số ứng cử viên khác ở lần bỏ phiếu thứ ba. Trong khi phái bảo thủ và cấp tiến bị chia rẽ trầm trọng trong cuộc bầu cử năm 1912 với Tổng thống đương nhiệm William Howard Taft và cựu Tổng thống Theodore Roosevelt cùng tranh cử, phần lớn nội bộ đảng đã đoàn kết xung quanh Hughes trong nỗ lực lật đổ Wilson. Cho đến nay, Hughes vẫn là người duy nhất từng làm Thẩm phán Tòa án Tối cao và sau đó được một đảng lớn đề cử làm Tổng thống. Wilson được tái đề cử tại Đại hội toàn quốc Đảng Dân chủ năm 1916 cùng với Phó Tổng thống Thomas R. Marshall mà không vấp phải sự phản đối đáng kể nào. Đồng tranh cử của Hughes là Charles W. Fairbanks, người từng giữ chức Phó Tổng thống trong nhiệm kỳ tổng thống thứ hai của Theodore Roosevelt.
Chiến dịch diễn ra trong bối cảnh thế giới bị chi phối bởi chiến tranh - Cách mạng Mexico và Thế chiến thứ nhất. Mặc dù giữ trạng thái trung lập trong cuộc xung đột ở châu Âu, dư luận ở Hoa Kỳ luôn bày tỏ sự ủng hộ đối với lực lượng Đồng minh do Anh và Pháp lãnh đạo chống lại Đế quốc Đức và Áo-Hung, một phần là do sự đối xử khắc nghiệt với thường dân của Lục quân Đức cũng như bản chất quân phiệt của chế độ quân chủ tại Đức và Áo. Bất chấp thiện cảm lớn với lực lượng Đồng minh, hầu hết cử tri Mỹ muốn tránh tham chiến và muốn tiếp tục chính sách trung lập. Chiến dịch tranh cử của Wilson đã sử dụng các khẩu hiệu phổ biến như "Ông ấy [Wilson] giữ chúng ta tránh xa cuộc chiến" và "Nước Mỹ trên hết" để thu hút những cử tri muốn tránh xung đột trực tiếp ở châu Âu hoặc với Mexico. Hughes chỉ trích Wilson vì đã không có bất kỳ sự chuẩn bị cần thiết nào để đối phó với một cuộc xung đột tiềm tàng.
Mặc dù nhiều người coi Hughes là người dễ giành chiến thắng hơn nhưng sau một cuộc đua cam go, Wilson đã đánh bại ông với cách biệt gần 600.000 phiếu bầu trong tổng số khoảng 18,5 triệu phiếu phổ thông. Wilson đã giành được đa số sít sao trong Đại cử tri đoàn bằng cách càn quét Thâm Nam và giành chiến thắng ở một số tiểu bang dao động với cách biệt rất đỗi mong manh. Wilson đã thắng California, tiểu bang quyết định, chỉ với 3.773 phiếu bầu. Vì Đảng Cộng hòa không bị chia rẽ như hồi năm 1912, Wilson không có được chiến thắng dễ dàng như 4 năm trước đó, khi mất bang New Jersey, quê hương của ông cùng với các bang Connecticut, Delaware, Illinois, Indiana, quê hương của Marshall, và Iowa, Maine, Massachusetts, New York, Oregon, Rhode Island, West Virginia và Wisconsin. Tuy nhiên, Wilson giành được chiến thắng thêm ở 2 bang mà ông từng thua trước đó là Utah và Washington, đồng thời giành chiến thắng ở California dù chỉ giành được 2 trong số 13 phiếu đại cử tri từ California vào năm 1912.
Wilson trở thành ứng cử viên đầu tiên thắng cử mà thua cả Pennsylvania và New York (Harry Truman và George W. Bush sẽ là những người tiếp theo làm được vậy). Đây là cuộc bầu cử đầu tiên kể từ năm 1892 mà một đảng viên Đảng Dân chủ tái đắc cử và là cuộc bầu cử đầu tiên kể từ năm 1832 mà một đảng viên Đảng Dân chủ tái đắc cử nhiệm kỳ thứ hai liên tiếp. Hoa Kỳ tham chiến vào tháng 4 năm 1917, một tháng sau khi Wilson nhậm chức nhiệm kỳ thứ hai.

## Đề cử

### Đề cử của Đảng Dân chủ
| Đề cử của Đảng Dân chủ năm 1916       |                                          |
| Woodrow Wilson                        | Thomas R. Marshall                       |
| cho Tổng thống                        | cho Phó Tổng thống                       |
|                                       |                                          |
| Tổng thống Hoa Kỳ thứ 28 (1913–1921)  | Phó Tổng thống Hoa Kỳ thứ 28 (1913–1921) |
| TTTN: 1.092 phiếu 1.202.492 phiếu bầu |                                          |

Đại hội toàn quốc đảng Dân chủ năm 1916 được tổ chức tại St. Louis, Missouri từ ngày 14 đến ngày 16 tháng 6. Với vị thế là Tổng thống đương nhiệm và tiếng nói lớn trong đảng, Wilson đã được tái đề cử với cách biệt áp đảo. Phó Tổng thống Thomas R. Marshall cũng được tái đề cử mà không có bất kỳ sự phản đối nào.

### Đề cử của Đảng Cộng hòa
| Đề cử của Đảng Cộng hòa năm 1916                     |                                          |
| Charles Evans Hughes                                 | Charles W. Fairbanks                     |
| cho Tổng thống                                       | cho Phó Tổng thống                       |
|                                                      |                                          |
| Thẩm phán Tòa án Tối cao Hoa Kỳ (1910–1916)          | Phó Tổng thống Hoa Kỳ thứ 26 (1905–1909) |
| ĐBCK : 18 đại biểu TTTN : 950 phiếu 82.530 phiếu bầu |                                          |

#### Các ứng cử viên khác
| Ứng cử viên được liệt kê theo số đại biểu giành được                   |                                                                   |                                                                       |                                                                        |                                                |                                                                       |
| John W. Weeks                                                          | Elihu Root                                                        | Charles W. Fairbanks                                                  | Albert B. Cummins                                                      | Theodore Roosevelt                             | Theodore E. Burton                                                    |
|                                                                        |                                                                   |                                                                       |                                                                        |                                                |                                                                       |
| Thượng nghị sĩ Hoa Kỳ từ Massachusetts (1913–1919)                     | Thượng nghị sĩ Hoa Kỳ từ New York (1909–1915)                     | Phó Tổng thống Hoa Kỳ từ Indiana (1905–1909)                          | Thượng nghị sĩ Hoa Kỳ từ Iowa (1908–1926)                              | Tổng thống Hoa Kỳ từ New York (1901–1909)      | Thượng nghị sĩ Hoa Kỳ từ Ohio (1909–1915)                             |
| RL:Trước lần bỏ phiếu 3 ĐBCK: 0 đại biểu TTTN: 105 phiếu 0 phiếu       | RL:Giữa lần bỏ phiếu 3 ĐBCK: 0 đại biểu TTTN: 103 phiếu 786 phiếu | RL:Giữa lần bỏ phiếu 3 ĐBCK: 40 đại biểu TTTN: 89 phiếu 176,080 phiếu | ĐBCK: 82 đại biểu TTTN: 85 phiếu 191,951 phiếu                         | ĐBCK: 14 đại biểu TTTN: 81 phiếu 83,739 phiếu  | RL:Giữa lần bỏ phiếu 3 ĐBCK: 40 đại biểu TTTN: 78 phiếu 122,169 phiếu |
| Lawrence Y. Sherman                                                    | Philander C. Knox                                                 | Henry Ford                                                            | Martin G. Brumbaugh                                                    | Robert M. La Follette                          | T. Coleman du Pont                                                    |
|                                                                        |                                                                   |                                                                       |                                                                        |                                                |                                                                       |
| Thượng nghị sĩ Hoa Kỳ từ Illinois (1913–1921)                          | Ngoại trưởng từ Pennsylvania (1909–1913)                          | Chủ tịch Ford Motor từ Michigan (1906–1919)                           | Thống đốc của Pennsylvania (1915–1919)                                 | Thượng nghị sĩ Hoa Kỳ từ Wisconsin (1906–1925) | Chủ tịch DuPont từ Delaware (?–1915)                                  |
| ĐBCK: 56 đại biểu RL:Trước lần bỏ phiếu 3 TTTN: 66 phiếu 155,945 phiếu | ĐBCK: 0 đại biểu KĐC TTTN: 36 phiếu 386 phiếu                     | ĐBCK: 32 đại biểu KĐC TTTN: 32 phiếu 131,965 phiếu                    | ĐBCK: 19 đại biểu RL:Trước lần bỏ phiếu 2 TTTN: 29 phiếu 233,100 phiếu | ĐBCK: 25 đại biểu TTTN: 25 phiếu 133,486 phiếu | ĐBCK: 6 đại biểu TTTN: 13 phiếu 0 phiếu                               |

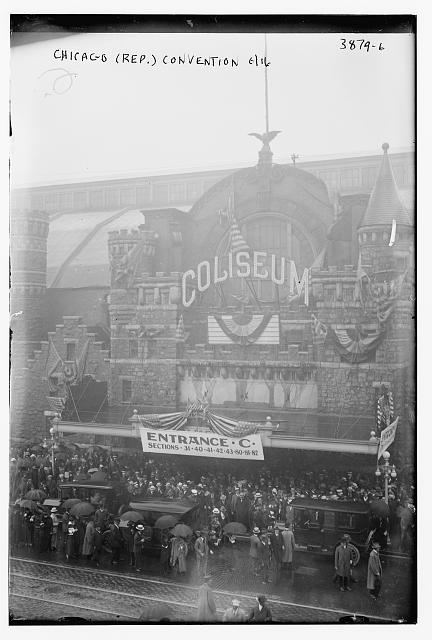
Hội nghị Đảng Cộng hòa, Đấu trường La Mã, Chicago

Đại hội toàn quốc Đảng Cộng hòa năm 1916 được tổ chức tại Chicago từ ngày 7 đến ngày 10 tháng 6.
Mục tiêu chính của các giới tinh hoa trong đảng là hàn gắn sự chia rẽ đã đánh mất cơ hội chiến thắng của đảng vào năm 1912. Mặc dù một số ứng cử viên đã công khai ý định tranh đề cử vào năm 1916 - nổi bật nhất là Thượng nghị sĩ Elihu Root từ New York và Thượng nghị sĩ John W. Weeks từ Massachusetts - tuy nhiên giới lãnh đạo đảng ưa chuộng một ứng viên ôn hòa hơn để cái hai phái bảo thủ và cấp tiến ủng hộ.
Sau cùng, họ tìm đến Thẩm phán Tòa án Tối cao Charles Evans Hughes, người đang giữ chức tại tòa án từ năm 1910 và giữ lợi thế là đã không công khai phát biểu về các vấn đề chính trị trong 6 năm. Mặc dù không tích cực ganh đua giành đề cử nhưng Hughes đã khẳng định rằng ông sẽ không từ chối nếu có cơ hội. Ông đã giành được đề cử ở lần bỏ phiếu thứ 3. Cựu Phó Tổng thống Charles W. Fairbanks được đề cử làm đồng tranh cử của ông. Cho đến ngày nay, Hughes vẫn là Thẩm phán Tòa án Tối cao duy nhất được một đảng chính trị lớn đề cử làm Tổng thống.
| Lần bỏ phiếu           | 1   | 2   | 3   |
| ---------------------- | --- | --- | --- |
| Charles Evans Hughes   | 253 | 326 | 950 |
| John W. Weeks          | 105 | 102 | 2   |
| Elihu Root             | 103 | 89  | 9   |
| Charles W. Fairbanks   | 89  | 75  | 7   |
| Albert B. Cummins      | 85  | 77  | 2   |
| Theodore Roosevelt     | 81  | 65  | 19  |
| Theodore E. Burton     | 78  | 69  | 9   |
| Lawrence Yates Sherman | 66  | 59  | 5   |
| Philander C. Knox      | 36  | 30  | 6   |
| Henry Ford             | 32  | 29  | 9   |
| Martin Grove Brumbaugh | 29  | 22  | 2   |
| Robert M. La Follette  | 25  | 25  | 23  |
| William Howard Taft    | 14  | 4   | 0   |
| T. Coleman du Pont     | 7   | 13  | 6   |
| Henry Cabot Lodge      | 7   | 2   | 0   |
| John Wanamaker         | 5   | 1   | 1   |
| Frank B. Willis        | 1   | 2   | 2   |
| William Borah          | 2   | 0   | 2   |
| Warren G. Harding      | 1   | 0   | 1   |
| Samuel W. McCall       | 0   | 1   | 1   |
| Leonard Wood           | 0   | 1   | 1   |

### Đề cử của Đảng Cấp tiến
| Đề cử của Đảng Cấp tiến năm 1916 |                                                            |
| Trống                            | John Parker                                                |
| cho Tổng thống                   | cho Phó Tổng thống                                         |
|                                  |                                                            |
| N/A                              | Doanh nhân và ứng cử viên năm 1916 cho Thống đốc Louisiana |

#### Các ứng cử viên khác
| Ứng viên khác                             |                                       |                                      |                                                       |
| Theodore Roosevelt                        | Victor Murdock                        | Hiram Johnson                        | Gifford Pinchot                                       |
|                                           |                                       |                                      |                                                       |
| Tổng thống Hoa Kỳ từ New York (1901–1909) | Dân biểu Hoa Kỳ từ Kansas (1903–1915) | Thống đốc của California (1911–1917) | Cục trưởng Cục Lâm nghiệp từ Pennsylvania (1905–1910) |
| TCTC                                      | KĐC                                   | KYĐ                                  | KYĐ                                                   |

Đảng Cấp tiến tái đề cử cựu Tổng thống Theodore Roosevelt.
Đối với vị trí Phó Tổng thống, Đảng Cấp tiến đề cử doanh nhân John Parker của Louisiana, người từng tiến hành một chiến dịch tranh cử không thành công vào cùng năm. Thống đốc California Hiram Johnson và Chủ tịch Đại hội Đảng Raymond Robins cũng được đề cử nhưng cả hai đều rút lui để ủng hộ Parker.
Tuy nhiên, Roosevelt lại điện báo cho đại hội và tuyên bố rằng ông sẽ không chấp nhận đề cử của họ và sẽ ủng hộ ứng cử viên Đảng Cộng hòa Charles Evans Hughes cho chức Tổng thống. Roosevelt từ chối đề cử của Đảng Cấp tiến vì cả lý do cá nhân và chính trị. Ông tin rằng việc tranh cử Tổng thống với tư cách là ứng viên đảng thứ ba một lần nữa sẽ vô tình tương trợ cho cho Đảng Dân chủ. Ông có ác cảm lớn với đương kim Tổng thống Wilson và tin rằng chính Wilson đang ngầm cho phép Đức và các quốc gia tham chiến khác ở châu Âu "bắt nạt" và đe dọa Hoa Kỳ.
Cựu Dân biểu Hoa Kỳ Victor Murdock của Kansas đã vận động sự ủng hộ cho liên danh gồm William Jennings Bryan và Henry Ford nhưng nhanh chóng thất bại. Một số người, chẳng hạn như Ủy viên toàn quốc Harold L. Ickes, đã từ chối ủng hộ Hughes. Đã có một số cuộc thảo luận về việc thay thế Roosevelt bằng Hiram Johnson hoặc Gifford Pinchot. Tuy nhiên, tất cả các cuộc thảo luận đều tránh né việc cân nhắc ý kiến này, dẫn đến nhiều lãnh đạo của đảng như Henry Justin Allen buộc phải nhượng bộ và cùng Roosevelt ủng hộ thành Hughes. Nhiều chi nhánh của đảng một số bang, chẳng hạn như tại Iowa và Maine, tuyên bố giải tán.
Sau cùng, khi Ủy ban toàn quốc Đảng Cấp tiến họp ở Chicago vào ngày 26 tháng 6, những người tham dự đã miễn cưỡng ủng hộ Hughes; ngay cả những người như Ickes, những người đã kịch liệt phản đối ủng hộ Hughes cũng bắt đầu nhận ra rằng nếu không có Roosevelt trên lá phiếu thì đảng cũng không có cơ hội tham gia cuộc bầu cử. Đã có một nỗ lực nhỏ nhằm thay thế Roosevelt bằng Victor Murdock, nhưng đề xuất này cuối cũng vẫn bị phản đối.
Với việc Roosevelt từ chối đề cử của họ, Đảng Cấp tiến nhanh chóng rơi vào tình trạng hỗn loạn. Hầu hết các thành viên quay trở lại Đảng Cộng hòa, nhưng một thiểu số đáng kể ủng hộ Wilson vì những nỗ lực của ông trong việc giữ Hoa Kỳ đứng ngoài Thế chiến thứ nhất.
Không có ứng cử viên Tổng thống, nhiều đảng viên, đặc biệt là ứng cử viên Phó Tổng thống John Parker và Bainbridge Colby, vẫn kiên quyết từ chối ủng hộ Hughes. Parker mong muốn được đề cử làm Tổng thống. Colby, dù phản đối ủng hộ Hughes, dần nhận ra rằng một chiến dịch của đảng là không thực tế và đang vô tình giúp đỡ cho Wilson. Sau cùng, Đảng vẫn nhất quyết không đề cử một người trám vào vị trí trống của Roosevelt và tham gia cuộc bầu cử chỉ với một ứng viên Phó Tổng thống.
Trong thời gian tranh cử với tư cách là ứng cử viên Phó Tổng thống, John Parker sau cùng ủng hộ Woodrow Wilson cho chức Tổng thống.

### Đề cử của Đảng Xã hội chủ nghĩa
| Đề cử của Đảng Xã hội chủ nghĩa năm 1916 |                                                  |
| Allan L. Benson                          | George R. Kirkpatrick                            |
| cho Tổng thống                           | cho Phó Tổng thống                               |
|                                          |                                                  |
| Biên tập viên báo từ New York            | Nhà văn và nhà hoạt động chính trị từ New Jersey |

#### Ứng cử viên khác
| Ứng cử viên được liệt kê theo số đại biểu giành được |                                 |
| James H. Maurer                                      | Arthur LeSeur                   |
|                                                      |                                 |
| Dân biểu Tiểu bang từ Pennsylvania (1915–1919)       | Biên tập viên báo từ Bắc Dakota |
| 12.264 phiếu                                         | 3.495 phiếu                     |

Eugene V. Debs và Charles Edward Russell đều từ chối ra tranh cử. Debs, ứng cử viên Tổng thống của đảng kể từ khi nó được thành lập, đã chọn tranh cử một ghế trong Hạ viện Hoa Kỳ tại khu 5, Indiana. Allan Benson, một biên tập viên báo từ New York, đã nhanh chóng nổi lên vì danh tiếng phản đối mạnh mẽ chủ nghĩa quân phiệt và đề xuất rằng tất cả các cuộc chiến tranh nên được cân nhắc qua các cuộc trưng cầu dân ý toàn quốc. Thay vì tổ chức một đại hội như truyền thống, cuộc bỏ phiếu được tiến hành qua thư, với Benson giành được 16.639 trên tổng số 32.398 phiếu (12.264 cho Maurer và 3.495 cho Le Sueur). Một cuộc bỏ phiếu đề cử Phó Tổng thống được tổ chức đồng thời với George Ross Kirkpatrick, một giảng viên đến từ New Jersey, giành được đề cử với 20.607 phiếu so với 11.388 phiếu cho Kate Richards O'Hare từ Missouri.

### Đề cử của Đảng Cấm rượu
| Đề cử của Đảng Cấm rượu năm 1916     |                     |
| Frank Hanly                          | Ira Landrith        |
| cho Tổng thống                       | cho Phó Tổng thống  |
|                                      |                     |
| Thống đốc Indiana thứ 26 (1905–1909) | Mục sư từ Tennessee |

#### Ứng cử viên khác
| Ứng cử viên được liệt kê theo số đại biểu cao nhất trong các lần bỏ phiếu |
| William Sulzer                                                            |
|                                                                           |
| Dân biểu Tiểu bang từ New York (1914–1914)                                |
| 181 phiếu                                                                 |

Đại hội toàn quốc Đảng Cấm rượu lần thứ 12 được tổ chức tại Saint Paul, Minnesota vào ngày 19 tháng 7. Trước đại hội, một số nhân vật được coi là ứng cử viên tiềm năng cho chức Tổng thống, trong số đó có cựu ứng cử viên Tổng thống của Đảng Dân chủ William Jennings Bryan, cựu Thống đốc New York William Sulzer, cựu Thống đốc Massachusetts Eugene Foss, cựu Thống đốc Indiana Frank Hanly, Tướng nghỉ hưu Nelson Miles và cựu Dân biểu bang Alabama Richmond Hobson; Sulzer và Hanly cuối cùng là hai người duy nhất tích cực vận động để giành được đề cử. Nhìn chung, người ta đã sớm nhận ra rằng Hanly sẽ giành được đề cử qua việc Robert Patton, một người ủng hộ ông, được bổ nhiệm làm Chủ tịch Thường trực của Đại hội. Điều này càng rõ nét hơn khi phần lớn chương trình nghị sự của ông được đưa vào cương lĩnh của Đảng. Ông chính thức được đề của với 440 phiếu so với 181 của Sulzer. Ira Landrith, một mục sư Trưởng lão từ Tennessee đã được đề cử làm Phó Tổng thống sau khi những cá nhân nổi bật khác rút khỏi cuộc đua trước lần bỏ phiếu đầu tiên.

## Tổng tuyển cử

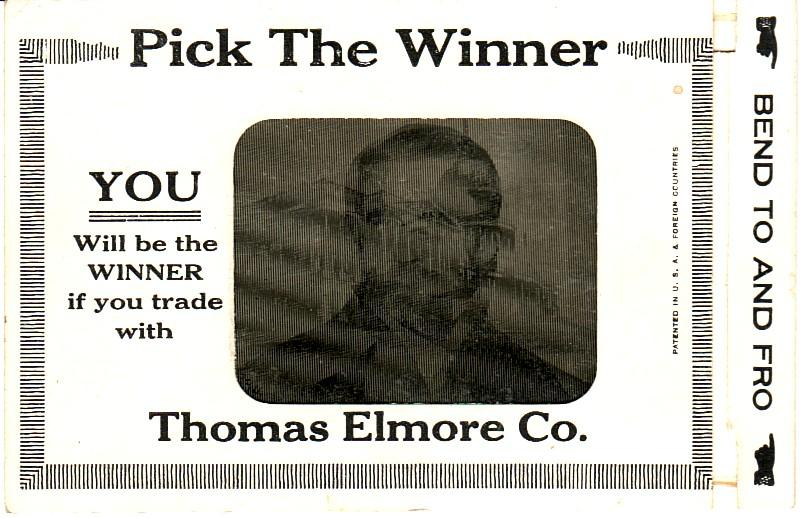
Một bưu thiếp quảng cáo lợi dụng sự phổ biến của cuộc bầu cử khi mặt của cả Wilson và Hughes đều có thể được nhìn thấy trong bưu thiếp này qua các góc độ khác nhau, với nền là tòa nhà Quốc hội Hoa Kỳ

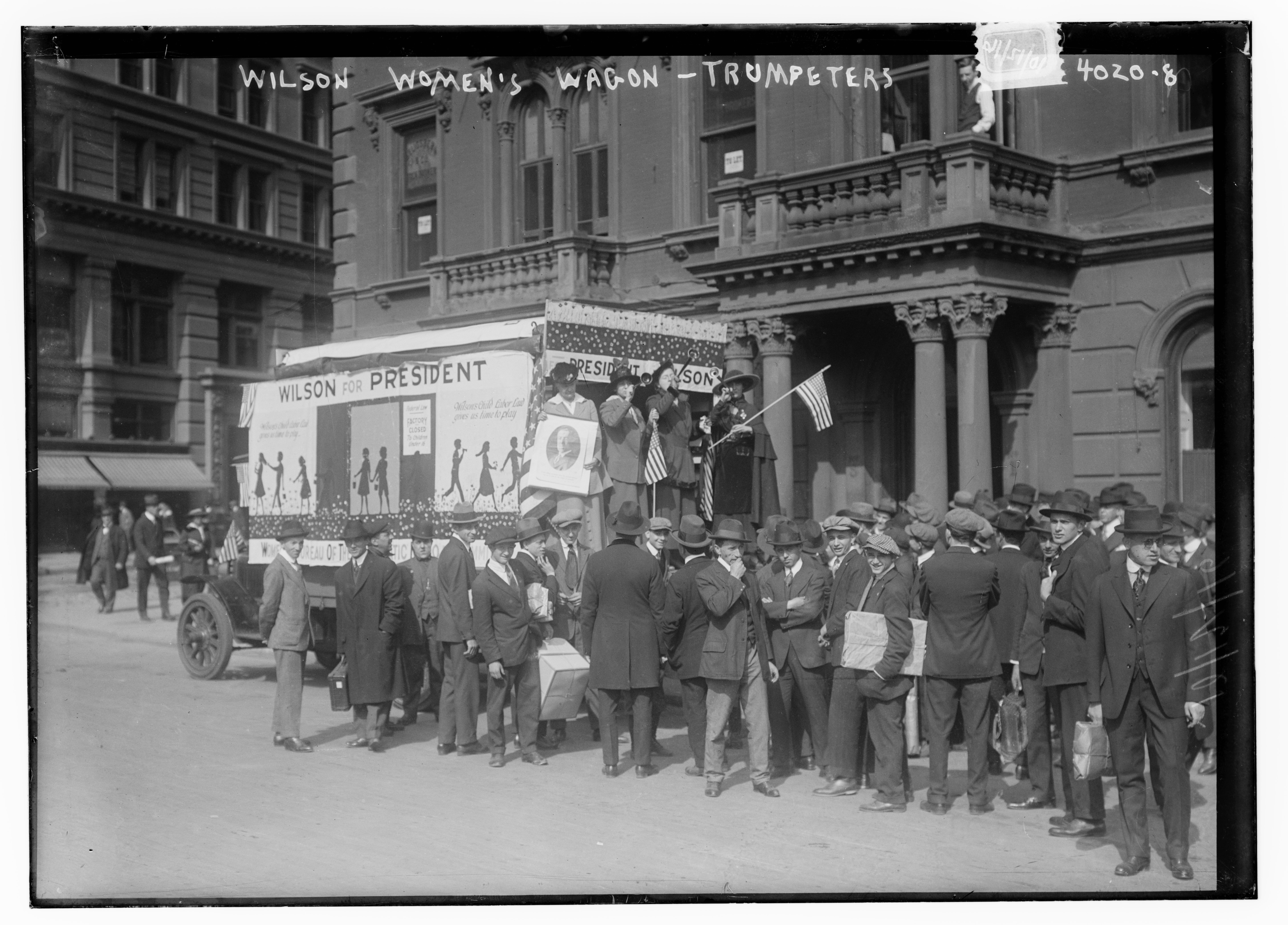
Một toa tàu tuyên truyền chiến dịch của Wilson

Trong cuộc tổng tuyển cử, Edward M. House đóng vai trò là cố vấn hàng đầu cho chiến dịch của Wilson. Hodgson nói, "ông ấy [House] đã lên kế hoạch nền tảng; định hình phong cách; quản lý ngân sách; lựa chọn diễn giả, chiến thuật, và chiến lược; và đặc biệt, kiểm soát "tài sản" lớn nhất và cũng là rủi ro tiềm ẩn lớn nhất của chiến dịch: ứng cử viên [Wilson] tài năng nhưng thất thường." Đảng Dân chủ xây dựng sách lược của họ với nòng cốt là khẩu hiệu "Ông ấy đã giúp chúng ta thoát khỏi chiến tranh", cho rằng một chiến thắng của Đảng Cộng hòa sẽ dẫn tới một cuộc chiến tranh với cả Mexico và Đức. Vị thế cá nhân của Wilson đóng vai trò rất quan trọng trong các chiến thắng của ông ở các bang miền Tây.
Trong khi đó, Charles Evans Hughes chủ trương huy động quân đội và chuẩn bị sẵn sàng cho chiến tranh. Với việc Wilson thành công trong việc gây áp lực ép quân Đức tránh xa một cuộc chiến tranh tàu ngầm toàn diện, Hughes khó có thể tấn công cương lĩnh ủng hộ hòa bình của Wilson. Thay vào đó, Hughes chỉ trích sự can thiệp quân sự của Wilson vào Mexico, nơi Hoa Kỳ đang hỗ trợ nhiều phe phái khác nhau trong Cách mạng Mexico.
Hughes cũng công kích Wilson vì ông ủng hộ nhiều đạo luật "ủng hộ công nhân" (chẳng hạn như ngày làm việc 8 giờ), với lý do những luật này gây hại tới các doanh nghiệp. Tuy nhiên, những lời chỉ trích này không thu hút được nhiều chú ý, đặc biệt với các công nhân nhà máy ủng hộ những đạo luật này.
Hughes, người nhận được sự ủng hộ mạnh mẽ của cựu Tổng thống nổi tiếng Theodore Roosevelt và là ứng viên của Đảng lớn nhất tại Hoa Kỳ thời điểm đó, phạm một sai lầm nghiêm trọng ở California. Sự chia rẽ ở thượng tầng Đảng Cộng hòa vào năm 1912 vẫn còn hiện hữu, với hệ quả là hai phe phái đối địch cùng tồn tại ở California. Thay vì giữ vị thế trung lập, Hughes ra mặt ủng hộ phái bảo thủ của Đảng Cộng hòa tại đây, bỏ mặc phái Cấp tiến. Dù Hiram Johnson, thống đốc California và đồng minh cấp tiến cùng tranh cử với Roosevelt vào năm 1912, lên tiếng ủng hộ Hughes nhưng ông không thuyết phục được các đồng nghiệp từ phái Cấp tiến của mình trong bang làm điều tương tự. Hệ quả là những thành viên phái Cấp tiến ở California đã ngầm ủng hộ Wilson - người mà họ cho là có tư tưởng cấp tiến thực thụ. Chính sai lầm này đã trực tiếp giúp Wilson giành chiến thắng ở California với cách biệt cực sít sao (3.773 phiếu bầu, tức chỉ 0,3% tổng số phiếu bầu), mang về cho ông 13 phiếu đại cử tri đoàn và giúp ông giành chiến thắng cuối cùng. Nếu Hughes thắng California, người giành chiến thắng ở tổng tuyển cử toàn quốc phải là ông thay vì Wilson.

### Kế hoạch của Wilson trong trường hợp thất cử
Vài tuần trước cuộc bầu cử, Wilson bắt đầu lo rằng nếu ông thua Hughes, ông sẽ vẫn là một tổng thống "vịt què" cho đến tận tháng 3 năm 1917. Theo Wilson, đây sẽ là tình thế tiến thoái lưỡng nan vì Hoa Kỳ có thể phải tham chiến ở Thế chiến I trong thời gian này. Do đó, Wilson đã đề ra một kế hoạch bí mật: nếu Hughes giành chiến thắng, Wilson sẽ ngay lập tức bổ nhiệm Hughes làm Ngoại trưởng (vào thời điểm này, Ngoại trưởng đứng thứ ba trong hàng ngũ kế vị Tổng thống). Wilson và Phó Tổng thống Marshall sau đó sẽ cùng từ chức, mở đường cho Hughes nhận vai trò Quyền Tổng thống, nhờ đó tránh được một quãng thời gian bế tắc kéo dài. Kế hoạch này lần đầu được công bố hai thập kỷ sau đó trong hồi ký của Robert Lansing, Ngoại trưởng của Wilson, người mà theo kế hoạch, sẽ buộc phải từ chức để nhường vị trí này cho Hughes.

### Kết quả
Kết quả rất sít sao và bị nghi ngờ trong một thời gian dài. Một số tờ báo ở New York tuyên bố Hughes là người chiến thắng vào sáng thứ Tư, bao gồm The World và The Sun, nhầm lẫn rằng 6 bang (California, Idaho, New Hampshire, North Dakota, Washington và Wyoming) đã bỏ phiếu cho Hughes. Công báo chính thức của Vương quốc Serbia cũng tuyên bố ông là người chiến thắng vào ngày 16 tháng 11 năm 1916.
Một giai thoại nổi tiếng kể rằng vào đêm của ngày bầu cử, Hughes đi ngủ với niềm tin rằng mình là Tổng thống mới đắc cử. Khi một phóng viên cố gắng gọi điện cho ông vào sáng hôm sau để báo cáo ông về chiến thắng bất ngờ của Wilson, ai đó  đã trả lời điện thoại và nói với phóng viên rằng "Tổng thống đang ngủ." Phóng viên vặn lại: "Khi ông ấy tỉnh dậy, hãy nói với ông ấy rằng ông ấy không phải là Tổng thống."
Đến tối thứ Tư, Wilson đã giành được 254 phiếu đại cử tri qua các cuộc kiểm phiếu và thắng California hoặc Minnesota để giành chiến thắng. Đảng Dân chủ tuyên bố chiến thắng ở California vào chiều thứ Năm và Đảng Cộng hòa California đã thừa nhận thất bại vào đêm hôm đó.
Wilson là Tổng thống đầu tiên của Đảng Dân chủ giành được nhiệm kỳ thứ hai liên tiếp kể từ Andrew Jackson vào năm 1832 . Phó Tổng thống Thomas R. Marshall cũng trở thành Phó Tổng thống đầu tiên từ bất kỳ đảng nào giành được nhiệm kỳ thứ hai kể từ John C. Calhoun vào năm 1828. Vì Calhoun giữ chức Phó Tổng thống dưới trướng của John Quincy Adams và tái cử dưới trướng của Andrew Jackson, Wilson và Marshall trở thành cặp đôi đầu tiên tiên cùng giành được nhiệm kỳ thứ hai kể từ James Monroe và Daniel D. Tompkins vào năm 1820.

### Kết quả bầu cử
Số phiếu bầu đại cử tri là một trong những kết quả sít sao nhất trong lịch sử bầu cử Hoa Kỳ - với 266 phiếu cần thiết để giành chiến thắng, Wilson thắng 30 bang với 277 phiếu đại cử tri, trong khi Hughes giành được 18 bang và 254 phiếu đại cử tri. Wilson là Tổng thống thứ 2 trong số 4 tổng thống trong lịch sử Hoa Kỳ tái đắc cử với số phiếu đại cử tri thấp hơn so với cuộc bầu cử trước đó, những người còn lại là James Madison vào năm 1812, Franklin D. Roosevelt vào các năm 1940 và 1944 và Barack Obama vào năm 2012.
Cách biệt phiếu phổ thông của Wilson là 3,1% - tỷ lệ thấp nhất mà một Tổng thống tái đắc cử giành được kể từ năm 1812 và giữ vững kỷ lục này tới tận năm 2004.
Tổng số phiếu phổ thông vào năm 1916 là 3.500.000 phiếu. Tổng số phiếu bầu lớn là dấu hiệu cho thấy sự quan tâm của công chúng đối với cuộc tổng tuyển cử. Số phiếu lớn hơn ở mọi khu vực, đặc biệt là ở khu vực Trung Đông Bắc. Điều này một phần được cho là do việc áp dụng quyền bầu cử của phụ nữ ở nhiều bang. Ví dụ, ở Illinois, tổng số phiếu bầu lớn hơn một triệu so với năm 1912. Số phiếu tăng hơn 260.000 ở Kansas và ở Montana, nó tăng hơn gấp đôi. Trong khi Wilson nhận được 9.126.868 phiếu, tăng gần 3.000.000 so với 4 năm trước thì Hughes giành được nhiều hơn 1.000.000 phiếu bầu so với số phiếu ủng hộ một ứng cử viên của Đảng Cộng hòa.
Đối với các ứng cử viên của đảng thứ ba, số phiếu bầu của Benson đã giảm xuống chỉ còn hơn một nửa số phiếu mà Eugene Debs đã giành được ở cuộc bầu cử trước, mặc dù đây vẫn sẽ là số phiếu lớn nhất của bất kỳ ứng viên Đảng Xã hội chủ nghĩa nào ngoài Debs. Thành tích của Hanly sẽ đánh dấu lần cuối cùng ứng viên Đảng Cấm rượu nhận hơn 1% tổng số phiếu phổ thông do đảng này nhanh chóng suy tàn sau khi Tu chính án 18 được thông qua vào năm 1919.
Cho đến nay, đây là cuộc bầu cử tổng thống cuối cùng mà Bắc Dakota và Nam Dakota không bỏ phiếu cho cùng một ứng cử viên, việc này từng xảy ra vào các năm 1896 và 1912. Đây là lần cuối cùng Illinois bỏ phiếu cho một ứng cử viên thất cử cho đến năm 1976, lần cuối cùng Minnesota bỏ phiếu cho một ứng cử viên thất cử cho đến năm 1968, và lần cuối cùng West Virginia bỏ phiếu cho một ứng cử viên thất cử cho đến năm 1952. Đây là lần duy nhất một ứng viên Đảng Dân chủ thắng cử mà không thắng được West Virginia kể từ nó được thành lập cho đến năm 2008.
Đây là cuộc bầu cử cuối cùng mà Đảng Dân chủ thắng ở New Hampshire cho đến năm 1936 và là cuộc bầu cử cuối cùng mà Đảng Dân chủ thắng ở Arizona, California, Colorado, Idaho, Kansas, Maryland, Missouri, Montana, Nebraska, Nevada, New Mexico, North Dakota, Ohio, Utah, Washington và Wyoming cho đến năm 1932. Đây cũng sẽ là một trong bốn lần ứng cử viên tổng thống thắng cử thua chính bang quê hương của mình, những lần còn lại là các năm 1844, 1968 và 2016. Cuộc bầu cử này và cuộc bầu cử năm 1968 là cuộc bầu cử duy nhất từ trước đến nay mà các ứng cử viên tổng thống và phó tổng thống thắng cử đều thua ở bang quê hương của họ. Wilson là ứng viên Đảng Dân chủ cuối cùng giành chiến thắng trong cuộc bầu cử mà không thắng Minnesota, Massachusetts và Rhode Island (mặc dù trước đó ông đã giành chiến thắng ở Massachusetts và Rhode Island vào năm 1912). Đây là lần đầu tiên kể từ năm 1856, đảng Dân chủ giành chiến thắng trong hai cuộc bầu cử liên tiếp.
| Ứng cử viên tổng thống       | Đảng phái                 | Tiểu bang quê hương | Phiếu phổ thông | Phiếu phổ thông | Phiếu đại cử tri | Ứng cử viên liên danh            | Tiểu bang quê hương của ứng cử viên liên danh | Số phiếu đại cử tri của ứng cử viên liên danh |
| Ứng cử viên tổng thống       | Đảng phái                 | Tiểu bang quê hương | Số phiếu        | %               | Phiếu đại cử tri | Ứng cử viên liên danh            | Tiểu bang quê hương của ứng cử viên liên danh | Số phiếu đại cử tri của ứng cử viên liên danh |
| ---------------------------- | ------------------------- | ------------------- | --------------- | --------------- | ---------------- | -------------------------------- | --------------------------------------------- | --------------------------------------------- |
| Woodrow Wilson (đương nhiệm) | Dân chủ                   | New Jersey          | 9,126,868       | 49.24%          | 277              | Thomas R. Marshall (đương nhiệm) | Indiana                                       | 277                                           |
| Charles Evans Hughes         | Cộng hòa                  | New York            | 8,548,728       | 46.12%          | 254              | Charles W. Fairbanks             | Indiana                                       | 254                                           |
| Allan L. Benson              | Xã hội chủ nghĩa          | New York            | 590,524         | 3.19%           | 0                | George Ross Kirkpatrick          | New Jersey                                    | 0                                             |
| Frank Hanly                  | Cấm rượu                  | Indiana             | 221,302         | 1.19%           | 0                | Ira Landrith                     | Tennessee                                     | 0                                             |
| None                         | Cấp tiến                  | (n/a)               | 33,406          | 0.18%           | 0                | John M. Parker                   | Louisiana                                     | 0                                             |
| Arthur E. Reimer             | Lao động Xã hội chủ nghĩa | Massachusetts       | 15,295          | 0.08%           | 0                | Caleb Harrison                   | Illinois                                      | 0                                             |
| Khác                         | Khác                      | Khác                | 462             | 0.00%           | –                | Khác                             | Khác                                          | –                                             |
| Tổng số                      | Tổng số                   | Tổng số             | 18,536,585      | 100%            | 531              |                                  |                                               | 531                                           |
| Cần để thắng                 | Cần để thắng              | Cần để thắng        | Cần để thắng    | Cần để thắng    | 266              |                                  |                                               | 266                                           |

| \| Phiếu phổ thông \| Phiếu phổ thông \| Phiếu phổ thông \| Phiếu phổ thông \| Phiếu phổ thông \| \| --------------- \| --------------- \| --------------- \| --------------- \| --------------- \| \| \| \| \| \| \| \| Wilson \| Wilson \| \| 49.24% \| 49.24% \| \| Hughes \| Hughes \| \| 46.12% \| 46.12% \| \| Benson \| Benson \| \| 3.19% \| 3.19% \| \| Hanly \| Hanly \| \| 1.19% \| 1.19% \| \| Khác \| Khác \| \| 0.27% \| 0.27% \| |        |  |        |        |
| Phiếu phổ thông |        |  |        |        |
| |        |  |        |        |
| Wilson | Wilson |  | 49.24% | 49.24% |
| Hughes | Hughes |  | 46.12% | 46.12% |
| Benson | Benson |  | 3.19%  | 3.19%  |
| Hanly | Hanly  |  | 1.19%  | 1.19%  |
| Khác | Khác   |  | 0.27%  | 0.27%  |

| \| Phiếu Đại cử tri \| Phiếu Đại cử tri \| Phiếu Đại cử tri \| Phiếu Đại cử tri \| Phiếu Đại cử tri \| \| ---------------- \| ---------------- \| ---------------- \| ---------------- \| ---------------- \| \| \| \| \| \| \| \| Wilson \| Wilson \| \| 52.17% \| 52.17% \| \| Hughes \| Hughes \| \| 47.83% \| 47.83% \| |        |  |        |        |
| Phiếu Đại cử tri |        |  |        |        |
| |        |  |        |        |
| Wilson | Wilson |  | 52.17% | 52.17% |
| Hughes | Hughes |  | 47.83% | 47.83% |

### Kết quả theo tiểu bang
Một bang mắt xích trong cuộc bầu cử chính là California, nơi Wilson chỉ giành được 3.800 phiếu bầu trong tổng số gần một triệu phiếu bầu. Nếu Hughes thắng California và 13 phiếu đại cử tri của bang này, ông ấy đã là người thắng cử.
Mặc dù New Hampshire có thể không phải là bang quyết định trong cuộc bầu cử, nhưng cách biệt chiến thắng của Wilson chỉ là 56 phiếu so với người về nhì, biến nó trở thành cách biệt nhỏ thứ hai trong lịch sử bầu cử Tổng thống Hoa Kỳ sau cách biệt 25 phiếu của Franklin Pierce tại Delaware năm 1852.
Ở một số tiểu bang mà Wilson giành chiến thắng, đặc biệt là ở miền Nam, cách biệt trong phiếu phổ thông rất lớn. Wilson về sau Hughes ở New England, các tiểu bang Trung Đại Tây Dương và ở khu vực Trung Đông Bắc. Cách biệt của ông tương đối sít sao ở Trung Tây Bắc, nhưng lại rất lớn ở Trung Tây Nam và miền Núi cũng như ở các khu vực Trung Đông Nam và Nam Đại Tây Dương. Một nửa tổng số phiếu bầu của Wilson có được nhờ 18 tiểu bang mà ông không giành được chiến thắng chung cuộc.
| Bang/quận thắng bởi Wilson/Marshall  |
| Bang/quận thắng bởi Hughes/Fairbanks |

| [ 36 ]         | [ 36 ]           | Woodrow Wilson Dân chủ | Woodrow Wilson Dân chủ | Woodrow Wilson Dân chủ | Charles Evans Hughes Cộng hòa | Charles Evans Hughes Cộng hòa | Charles Evans Hughes Cộng hòa | Allan Benson Xã hội Chủ nghĩa | Allan Benson Xã hội Chủ nghĩa | Allan Benson Xã hội Chủ nghĩa | James Hanly Cấm rượu | James Hanly Cấm rượu | James Hanly Cấm rượu | No Candidate Cấp tiến | No Candidate Cấp tiến | No Candidate Cấp tiến | Arthur Reimer Lao động XHCN | Arthur Reimer Lao động XHCN | Arthur Reimer Lao động XHCN | Cách biệt | Cách biệt | Tổng cộng  | Tổng cộng |
| Tiểu bang      | phiếu đại cử tri | #                      | %                      | phiếu đại cử tri       | #                             | %                             | phiếu đại cử tri              | #                             | %                             | phiếu đại cử tri              | #                    | %                    | phiếu đại cử tri     | #                     | %                     | phiếu đại cử tri      | #                           | %                           | phiếu đại cử tri            | #         | %         | #          |           |
| -------------- | ---------------- | ---------------------- | ---------------------- | ---------------------- | ----------------------------- | ----------------------------- | ----------------------------- | ----------------------------- | ----------------------------- | ----------------------------- | -------------------- | -------------------- | -------------------- | --------------------- | --------------------- | --------------------- | --------------------------- | --------------------------- | --------------------------- | --------- | --------- | ---------- | --------- |
| Alabama        | 12               | 99,409                 | 76.04                  | 12                     | 28,662                        | 21.92                         | -                             | 1,916                         | 1.47                          | -                             | 741                  | 0.57                 | -                    | -                     | -                     | -                     | -                           | -                           | -                           | 70,747    | 54.12     | 130,728    | AL        |
| Arizona        | 3                | 33,170                 | 57.17                  | 3                      | 20,524                        | 35.37                         | -                             | 3,174                         | 5.47                          | -                             | 1,153                | 1.99                 | -                    | -                     | -                     | -                     | -                           | -                           | -                           | 12,646    | 21.80     | 58,021     | AZ        |
| Arkansas       | 9                | 112,211                | 65.97                  | 9                      | 48,879                        | 28.73                         | -                             | 6,999                         | 4.11                          | -                             | 2,015                | 1.18                 | -                    | -                     | -                     | -                     | -                           | -                           | -                           | 63,332    | 37.23     | 170,104    | AR        |
| California     | 13               | 466,289                | 46.65                  | 13                     | 462,516                       | 46.27                         | -                             | 42,898                        | 4.29                          | -                             | 27,713               | 2.77                 | -                    | -                     | -                     | -                     | -                           | -                           | -                           | 3,773     | 0.38      | 999,603    | CA        |
| Colorado       | 6                | 178,816                | 60.74                  | 6                      | 102,308                       | 34.75                         | -                             | 10,049                        | 3.41                          | -                             | 2,793                | 0.95                 | -                    | 409                   | 0.14                  | -                     | -                           | -                           | -                           | 76,508    | 25.99     | 294,375    | CO        |
| Connecticut    | 7                | 99,786                 | 46.66                  | -                      | 106,514                       | 49.80                         | 7                             | 5,179                         | 2.42                          | -                             | 1,789                | 0.84                 | -                    | -                     | -                     | -                     | 606                         | 0.28                        | -                           | -6,728    | -3.15     | 213,874    | CT        |
| Delaware       | 3                | 24,753                 | 47.78                  | -                      | 26,011                        | 50.20                         | 3                             | 480                           | 0.93                          | -                             | 566                  | 1.09                 | -                    | -                     | -                     | -                     | -                           | -                           | -                           | -1,258    | -2.43     | 51,810     | DE        |
| Florida        | 6                | 55,984                 | 69.34                  | 6                      | 14,611                        | 18.10                         | -                             | 5,353                         | 6.63                          | -                             | 4,786                | 5.93                 | -                    | -                     | -                     | -                     | -                           | -                           | -                           | 41,373    | 51.25     | 80,734     | FL        |
| Georgia        | 14               | 127,754                | 79.51                  | 14                     | 11,294                        | 7.03                          | -                             | 941                           | 0.59                          | -                             | -                    | -                    | -                    | 20,692                | 12.88                 | -                     | -                           | -                           | -                           | 107,062   | 66.63     | 160,681    | GA        |
| Idaho          | 4                | 70,054                 | 52.04                  | 4                      | 55,368                        | 41.13                         | -                             | 8,066                         | 5.99                          | -                             | 1,127                | 0.84                 | -                    | -                     | -                     | -                     | -                           | -                           | -                           | 14,686    | 10.91     | 134,615    | ID        |
| Illinois       | 29               | 950,229                | 43.34                  | -                      | 1,152,549                     | 52.56                         | 29                            | 61,394                        | 2.80                          | -                             | 26,047               | 1.19                 | -                    | -                     | -                     | -                     | 2,488                       | 0.11                        | -                           | -202,320  | -9.23     | 2,192,707  | IL        |
| Indiana        | 15               | 334,063                | 46.47                  | -                      | 341,005                       | 47.44                         | 15                            | 21,855                        | 3.04                          | -                             | 16,368               | 2.28                 | -                    | 3,898                 | 0.54                  | -                     | 1,659                       | 0.23                        | -                           | -6,942    | -0.97     | 718,848    | IN        |
| Iowa           | 13               | 218,699                | 42.55                  | -                      | 280,439                       | 54.57                         | 13                            | 10,973                        | 2.14                          | -                             | 3,371                | 0.66                 | -                    | -                     | -                     | -                     | 460                         | 0.09                        | -                           | -61,740   | -12.01    | 513,942    | IA        |
| Kansas         | 10               | 314,588                | 49.95                  | 10                     | 277,658                       | 44.09                         | -                             | 24,685                        | 3.92                          | -                             | 12,882               | 2.05                 | -                    | -                     | -                     | -                     | -                           | -                           | -                           | 36,930    | 5.86      | 629,813    | KS        |
| Kentucky       | 13               | 269,990                | 51.91                  | 13                     | 241,854                       | 46.50                         | -                             | 4,734                         | 0.91                          | -                             | 3,039                | 0.58                 | -                    | 129                   | 0.02                  | -                     | 332                         | 0.06                        | -                           | 28,136    | 5.41      | 520,078    | KY        |
| Louisiana      | 10               | 79,875                 | 85.90                  | 10                     | 6,466                         | 6.95                          | -                             | 292                           | 0.31                          | -                             | -                    | -                    | -                    | 6,349                 | 6.83                  | -                     | -                           | -                           | -                           | 73,409    | 78.95     | 92,982     | LA        |
| Maine          | 6                | 64,033                 | 46.97                  | -                      | 69,508                        | 50.99                         | 6                             | 2,177                         | 1.60                          | -                             | 596                  | 0.44                 | -                    | -                     | -                     | -                     | -                           | -                           | -                           | -5,475    | -4.02     | 136,314    | ME        |
| Maryland       | 8                | 138,359                | 52.80                  | 8                      | 117,347                       | 44.78                         | -                             | 2,674                         | 1.02                          | -                             | 2,903                | 1.11                 | -                    | -                     | -                     | -                     | 756                         | 0.29                        | -                           | 21,012    | 8.02      | 262,039    | MD        |
| Massachusetts  | 18               | 247,885                | 46.61                  | -                      | 268,784                       | 50.54                         | 18                            | 11,058                        | 2.08                          | -                             | 2,993                | 0.56                 | -                    | -                     | -                     | -                     | 1,097                       | 0.21                        | -                           | -20,899   | -3.93     | 531,823    | MA        |
| Michigan       | 15               | 286,775                | 44.05                  | -                      | 339,097                       | 52.09                         | 15                            | 16,120                        | 2.48                          | -                             | 8,139                | 1.25                 | -                    | -                     | -                     | -                     | 842                         | 0.13                        | -                           | -52,322   | -8.04     | 650,973    | MI        |
| Minnesota      | 12               | 179,152                | 46.25                  | -                      | 179,544                       | 46.35                         | 12                            | 20,117                        | 5.19                          | -                             | 7,793                | 2.01                 | -                    | 290                   | 0.07                  | -                     | 468                         | 0.12                        | -                           | -392      | -0.10     | 387,364    | MN        |
| Mississippi    | 10               | 80,422                 | 92.78                  | 10                     | 4,253                         | 4.91                          | -                             | 1,484                         | 1.71                          | -                             | -                    | -                    | -                    | 520                   | 0.60                  | -                     | -                           | -                           | -                           | 76,169    | 87.87     | 86,679     | MS        |
| Missouri       | 18               | 398,032                | 50.59                  | 18                     | 369,339                       | 46.94                         | -                             | 14,612                        | 1.86                          | -                             | 3,884                | 0.49                 | -                    | -                     | -                     | -                     | 902                         | 0.11                        | -                           | 28,693    | 3.65      | 786,769    | MO        |
| Montana        | 4                | 101,063                | 56.88                  | 4                      | 66,750                        | 37.57                         | -                             | 9,564                         | 5.38                          | -                             | -                    | -                    | -                    | 302                   | 0.17                  | -                     | -                           | -                           | -                           | 34,313    | 19.31     | 177,679    | MT        |
| Nebraska       | 8                | 158,827                | 55.28                  | 8                      | 117,771                       | 40.99                         | -                             | 7,141                         | 2.49                          | -                             | 2,952                | 1.03                 | -                    | -                     | -                     | -                     | 624                         | 0.22                        | -                           | 41,056    | 14.29     | 287,315    | NE        |
| Nevada         | 3                | 17,776                 | 53.36                  | 3                      | 12,127                        | 36.40                         | -                             | 3,065                         | 9.20                          | -                             | 348                  | 1.04                 | -                    | -                     | -                     | -                     | -                           | -                           | -                           | 5,649     | 16.96     | 33,316     | NV        |
| New Hampshire  | 4                | 43,781                 | 49.12                  | 4                      | 43,725                        | 49.06                         | -                             | 1,318                         | 1.48                          | -                             | 303                  | 0.34                 | -                    | -                     | -                     | -                     | -                           | -                           | -                           | 56        | 0.06      | 89,127     | NH        |
| New Jersey     | 14               | 211,018                | 42.68                  | -                      | 268,982                       | 54.40                         | 14                            | 10,405                        | 2.10                          | -                             | 3,182                | 0.64                 | -                    | -                     | -                     | -                     | 855                         | 0.17                        | -                           | -57,964   | -11.72    | 494,442    | NJ        |
| New Mexico     | 3                | 33,527                 | 50.20                  | 3                      | 31,152                        | 46.64                         | -                             | 1,996                         | 2.99                          | -                             | 112                  | 0.17                 | -                    | -                     | -                     | -                     | -                           | -                           | -                           | 2,375     | 3.56      | 66,787     | NM        |
| New York       | 45               | 759,426                | 44.51                  | -                      | 879,238                       | 51.53                         | 45                            | 45,944                        | 2.69                          | -                             | 19,031               | 1.12                 | -                    | -                     | -                     | -                     | 2,666                       | 0.16                        | -                           | -119,812  | -7.02     | 1,706,305  | NY        |
| North Carolina | 12               | 168,383                | 58.10                  | 12                     | 120,890                       | 41.71                         | -                             | 509                           | 0.18                          | -                             | 55                   | 0.02                 | -                    | -                     | -                     | -                     | -                           | -                           | -                           | 47,493    | 16.39     | 289,837    | NC        |
| North Dakota   | 5                | 55,206                 | 47.84                  | 5                      | 53,471                        | 46.34                         | -                             | 5,716                         | 4.95                          | -                             | 997                  | 0.86                 | -                    | -                     | -                     | -                     | -                           | -                           | -                           | 1,735     | 1.50      | 115,390    | ND        |
| Ohio           | 24               | 604,161                | 51.86                  | 24                     | 514,753                       | 44.18                         | -                             | 38,092                        | 3.27                          | -                             | 8,080                | 0.69                 | -                    | -                     | -                     | -                     | -                           | -                           | -                           | 89,408    | 7.67      | 1,165,086  | OH        |
| Oklahoma       | 10               | 148,113                | 50.59                  | 10                     | 97,233                        | 33.21                         | -                             | 45,527                        | 15.55                         | -                             | 1,646                | 0.56                 | -                    | 234                   | 0.08                  | -                     | -                           | -                           | -                           | 50,880    | 17.38     | 292,753    | OK        |
| Oregon         | 5                | 120,087                | 45.90                  | -                      | 126,813                       | 48.47                         | 5                             | 9,711                         | 3.71                          | -                             | 4,729                | 1.81                 | -                    | 310                   | 0.12                  | -                     | -                           | -                           | -                           | -6,726    | -2.57     | 261,650    | OR        |
| Pennsylvania   | 38               | 521,784                | 40.22                  | -                      | 703,823                       | 54.26                         | 38                            | 42,638                        | 3.29                          | -                             | 28,525               | 2.20                 | -                    | -                     | -                     | -                     | 419                         | 0.03                        | -                           | -182,039  | -14.03    | 1,297,189  | PA        |
| Rhode Island   | 5                | 40,394                 | 46.00                  | -                      | 44,858                        | 51.08                         | 5                             | 1,914                         | 2.18                          | -                             | 470                  | 0.54                 | -                    | -                     | -                     | -                     | 180                         | 0.20                        | -                           | -4,464    | -5.08     | 87,816     | RI        |
| South Carolina | 9                | 61,846                 | 96.71                  | 9                      | 1,550                         | 2.42                          | -                             | 135                           | 0.21                          | -                             | -                    | -                    | -                    | 162                   | 0.25                  | -                     | -                           | -                           | -                           | 60,296    | 94.28     | 63,952     | SC        |
| South Dakota   | 5                | 59,191                 | 45.91                  | -                      | 64,217                        | 49.80                         | 5                             | 3,760                         | 2.92                          | -                             | 1,774                | 1.38                 | -                    | -                     | -                     | -                     | -                           | -                           | -                           | -5,026    | -3.90     | 128,942    | SD        |
| Tennessee      | 12               | 153,280                | 56.31                  | 12                     | 116,223                       | 42.70                         | -                             | 2,542                         | 0.93                          | -                             | 145                  | 0.05                 | -                    | -                     | -                     | -                     | -                           | -                           | -                           | 37,057    | 13.61     | 272,190    | TN        |
| Texas          | 20               | 286,514                | 76.92                  | 20                     | 64,999                        | 17.45                         | -                             | 18,969                        | 5.09                          | -                             | 1,985                | 0.53                 | -                    | -                     | -                     | -                     | -                           | -                           | -                           | 221,515   | 59.47     | 372,467    | TX        |
| Utah           | 4                | 84,145                 | 58.78                  | 4                      | 54,137                        | 37.82                         | -                             | 4,460                         | 3.12                          | -                             | 149                  | 0.10                 | -                    | 111                   | 0.08                  | -                     | 144                         | 0.10                        | -                           | 30,008    | 20.96     | 143,146    | UT        |
| Vermont        | 4                | 22,708                 | 35.22                  | -                      | 40,250                        | 62.43                         | 4                             | 798                           | 1.24                          | -                             | 709                  | 1.10                 | -                    | -                     | -                     | -                     | -                           | -                           | -                           | -17,542   | -27.21    | 64,475     | VT        |
| Virginia       | 12               | 101,840                | 66.99                  | 12                     | 48,384                        | 31.83                         | -                             | 1,056                         | 0.69                          | -                             | 678                  | 0.45                 | -                    | -                     | -                     | -                     | 67                          | 0.04                        | -                           | 53,456    | 35.16     | 152,025    | VA        |
| Washington     | 7                | 183,388                | 48.13                  | 7                      | 167,208                       | 43.89                         | -                             | 22,800                        | 5.98                          | -                             | 6,868                | 1.80                 | -                    | -                     | -                     | -                     | 730                         | 0.19                        | -                           | 16,180    | 4.25      | 380,994    | WA        |
| West Virginia  | 8                | 140,403                | 48.44                  | 1                      | 143,124                       | 49.38                         | 7                             | 6,150                         | 2.12                          | -                             | 175                  | 0.06                 | -                    | -                     | -                     | -                     | -                           | -                           | -                           | -2,721    | -0.94     | 289,852    | WV        |
| Wisconsin      | 13               | 191,363                | 42.80                  | -                      | 220,822                       | 49.39                         | 13                            | 27,631                        | 6.18                          | -                             | 7,318                | 1.64                 | -                    | -                     | -                     | -                     | -                           | -                           | -                           | -29,459   | -6.59     | 447,134    | WI        |
| Wyoming        | 3                | 28,316                 | 54.62                  | 3                      | 21,698                        | 41.86                         | -                             | 1,453                         | 2.80                          | -                             | 373                  | 0.72                 | -                    | -                     | -                     | -                     | -                           | -                           | -                           | 6,618     | 12.77     | 51,840     | WY        |
| TỔNG CỘNG:     | 531              | 9,126,868              | 49.24                  | 277                    | 8,548,728                     | 46.12                         | 254                           | 590,524                       | 3.19                          | -                             | 221,302              | 1.19                 | -                    | 33,406                | 0.18                  | -                     | 15,295                      | 0.08                        | -                           | 578,140   | 3.12      | 18,536,585 | US        |

### Bang chuyển sự ủng hộ từ Đảng Dân chủ sang Đảng Cộng hòa
- Connecticut
- Delaware
- Illinois
- Indiana
- Iowa
- Maine
- Massachusetts
- New Jersey
- New York
- Oregon
- Rhode Island
- Wisconsin
- West Virginia

### Bang chuyển sự ủng hộ từ Đảng Cộng hòa sang Đảng Dân chủ
- Utah

### Bang chuyển sự ủng hộ từ Đảng Cấp tiến sang Đảng Cộng hòa
- Michigan
- Minnesota
- Pennsylvania
- South Dakota

### Bang chuyển sự ủng hộ từ Đảng Cấp tiến sang Đảng Dân chủ
- California
- Washington

### Tiểu bang sít sao
Các bang có cách biệt chiến thắng dưới 1% (52 phiếu đại cử tri)
1. New Hampshire, 0,06% (56 phiếu)
2. Minnesota, 0,10% (392 phiếu)
3. California, 0,38% (3.773 phiếu) (tiểu bang quyết định)[c]
4. Tây Virginia, 0,94% (2.721 phiếu)
5. Indiana, 0,97% (6.942 phiếu)

Các bang có cách biệt chiến thắng dưới 5% (77 phiếu đại cử tri):
1. Bắc Dakota, 1,50% (1.735 phiếu)
2. Delaware, 2,43% (1.258 phiếu)
3. Oregon, 2,57% (6.726 phiếu)
4. Connecticut, 3,15% (6.728 phiếu)
5. New Mexico, 3,56% (2.375 phiếu)
6. Missouri, 3,65% (28.693 phiếu)
7. Nam Dakota, 3,90% (5.026 phiếu)
8. Massachusetts, 3,93% (20.899 phiếu)
9. Maine, 4,02% (5.475 phiếu)
10. Washington, 4,25% (16.180 phiếu)

Các bang có cách biệt chiến thắng từ 5% đến 10% (162 phiếu đại cử tri):
1. Đảo Rhode, 5,08% (4.464 phiếu)
2. Kentucky, 5,41% (28.136 phiếu)
3. Kansas, 5,86% (36.930 phiếu)
4. Wisconsin, 6,59% (29.459 phiếu)
5. New York, 7,02% (119.812 phiếu)
6. Ohio, 7,67% (89.408 phiếu)
7. Maryland, 8,02% (21.012 phiếu)
8. Michigan, 8,04% (52.322 phiếu)
9. Illinois, 9,23% (202.320 phiếu)

### Kết quả theo quận
Trong số 3.022 quận, Wilson thắng 2.039 quận (67,47%). Hughes chỉ giành được 976 quận (32,30%), số quận ít nhất mà Đảng Cộng hòa giành được trong Hệ thống Đảng thứ tư. Hai quận (0,07%) hòa phiếu giữa Wilson và Hughes. Mặc dù Đảng Cấp tiến không đề cử một ứng cử viên tổng thống nhưng họ giành được 5 quận (0,17%), trong khi 9 quận - tức 0,30% và giống như năm 1912 - là nơi sinh sống của người Mỹ bản địa không có quốc tịch hoặc người Mỹ gốc Phi bị tước quyền bầu cử đã không bỏ bất kỳ lá phiếu hợp lệ nào. Wilson đã thắng 200 quận chưa bao giờ bỏ phiếu ủng hộ Đảng Dân chủ trong các cuộc đấu giữa hai đảng trước đó.
Các quận với tỷ lệ phiếu bầu cho Đảng Dân chủ cao nhất:
1. Quận Dillon, Nam Carolina 100,00%
2. Quận Hampton, Nam Carolina 100,00%
3. Quận Jasper, Nam Carolina 100,00%
4. Quận Tunica, Mississippi 100,00%
5. Quận Echols, Georgia 100,00%

Các quận với tỷ lệ phiếu bầu cho Đảng Cộng hòa cao nhất:
1. Quận Leslie, Kentucky 91,55%
2. Quận Sevier, Tennessee 90,42%
3. Quận Zapata, Texas 89,17%
4. Quận Jackson, Kentucky 87,90%
5. Quận Johnson, Tennessee 87,33%

Các quận với tỷ lệ phiếu bầu cho ứng cử viên Khác cao nhất:
1. Quận Lafourche, Louisiana 59,38%
2. Quận Glascock, Georgia 53,79%
3. Quận Paulding, Georgia 53,52%
4. Quận Fannin, Georgia 51,29%
5. Quận Iberia, Louisiana 47,59%

### Bản đồ

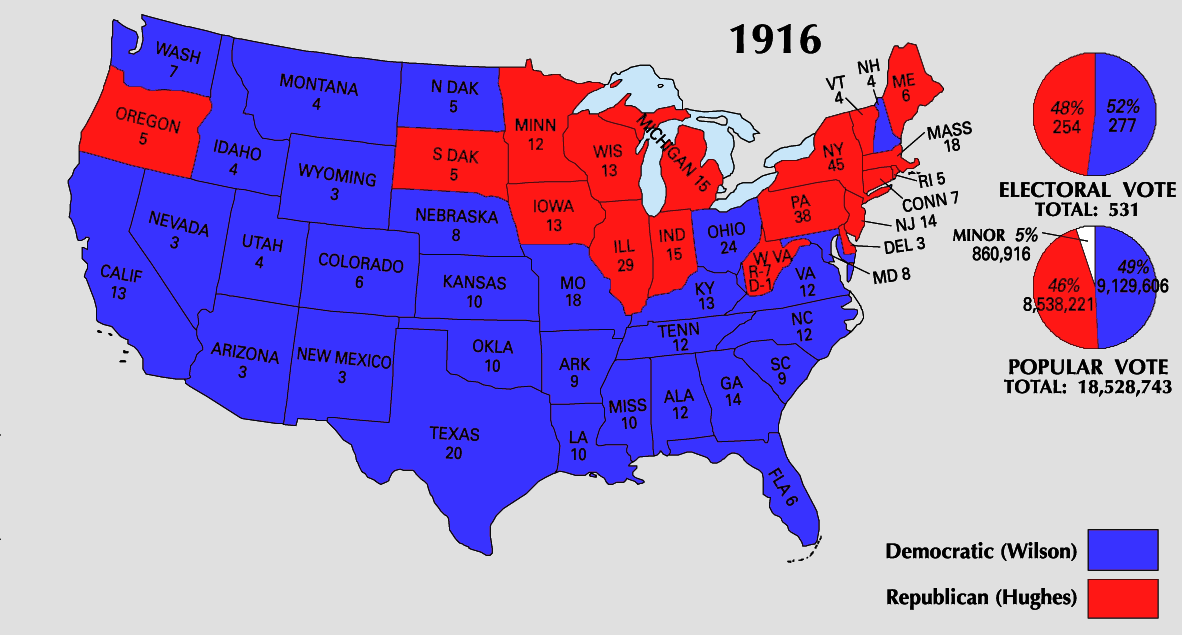
Kết quả theo bang
Kết quả theo quận, được tô sắc theo phần trăm phiếu bầu
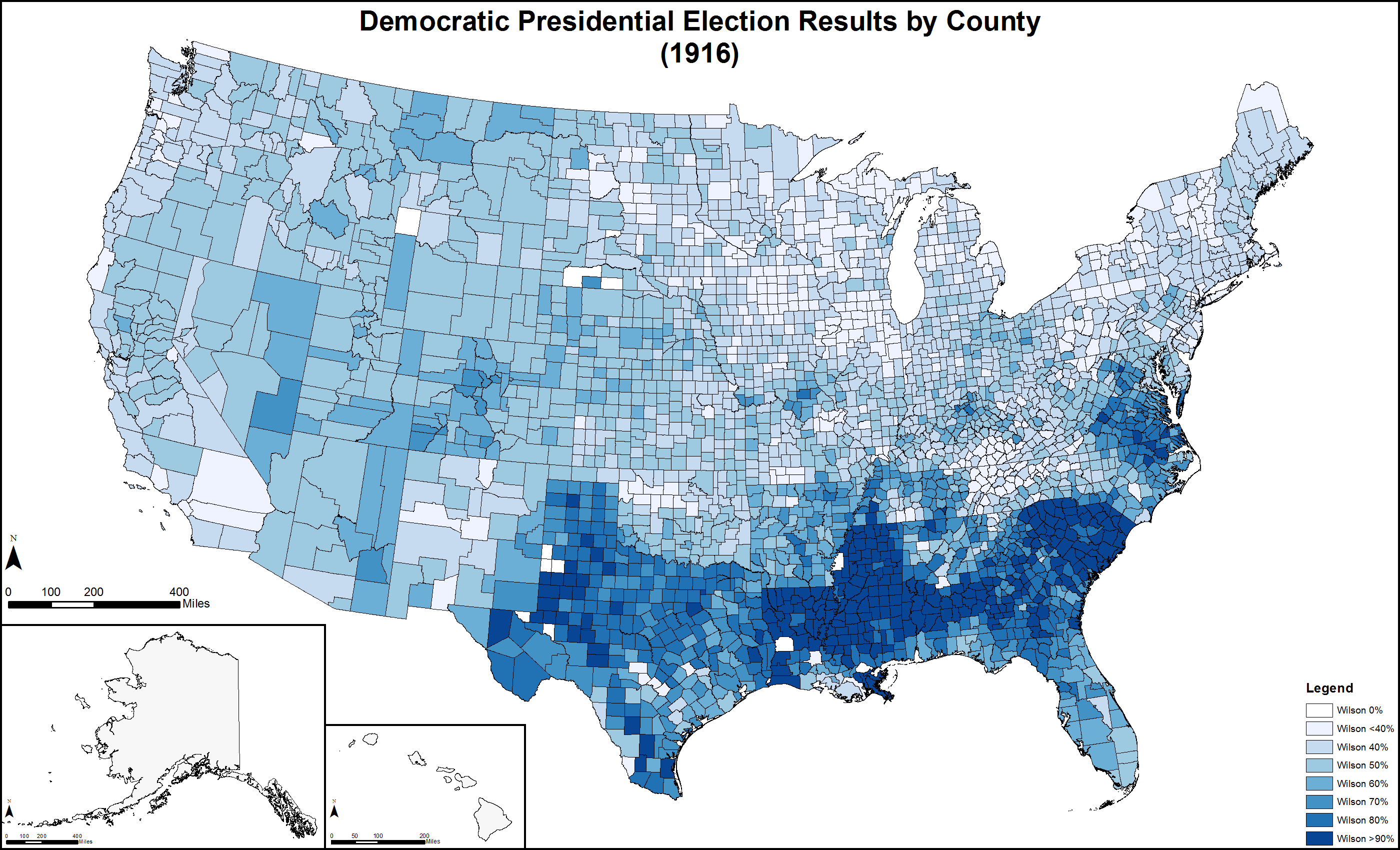
Quận bầu cho Đảng Dân chủ, được tô sắc theo phần trăm phiếu bầu
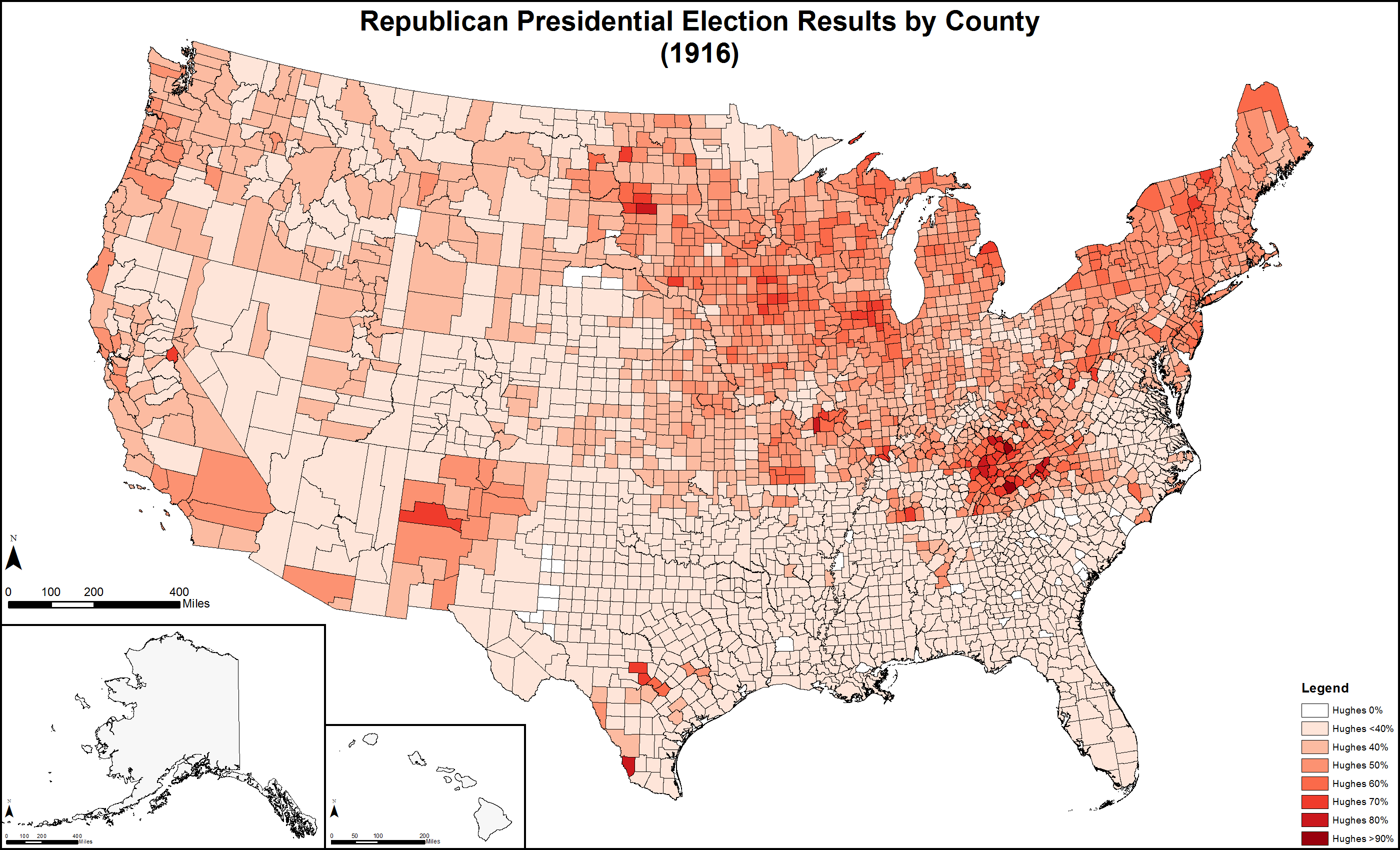
Quận bầu cho Đảng Cộng hòa, được tô sắc theo phần trăm phiếu bầu
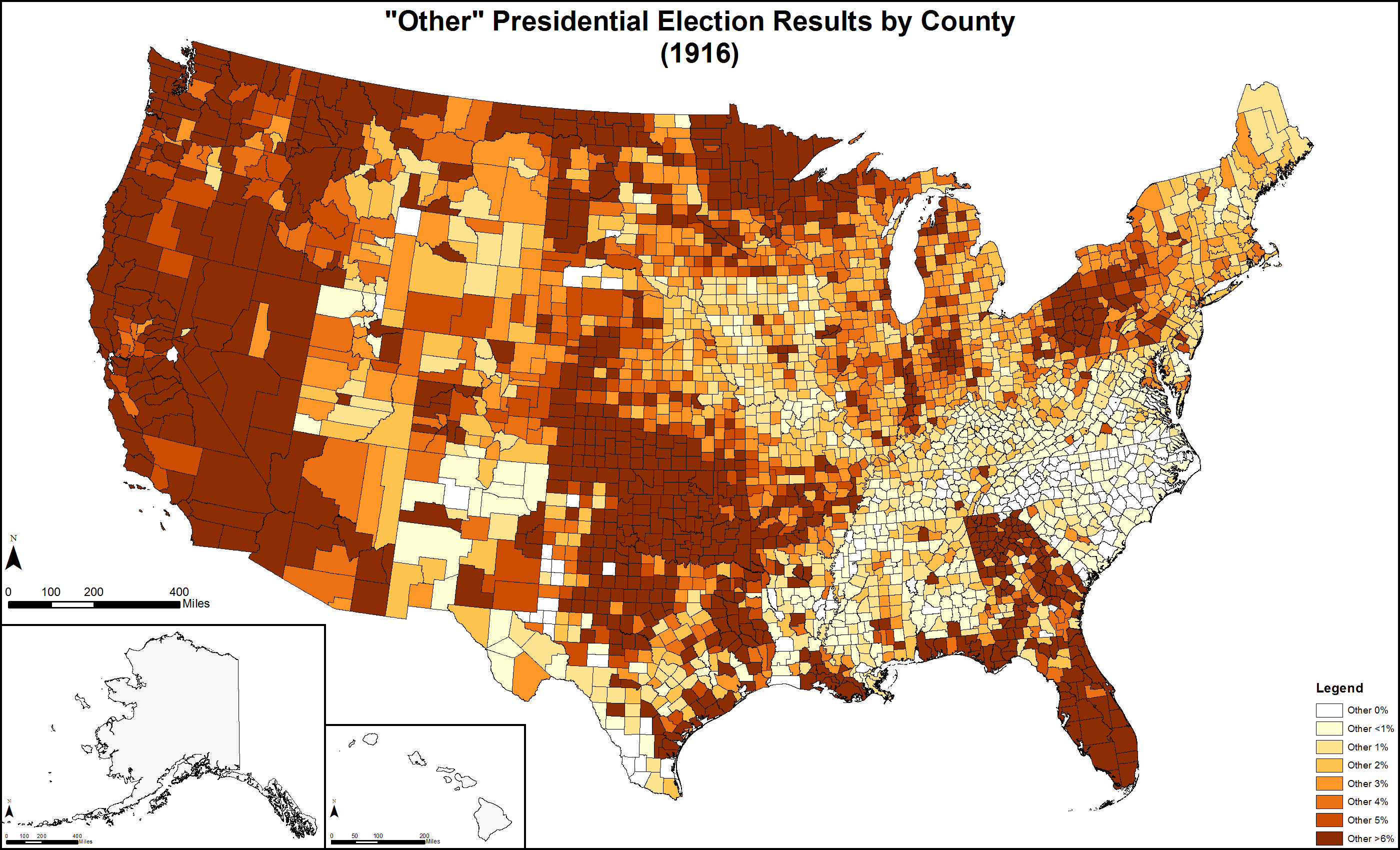
Quận bầu cho ứng cử viên "Khác", được tô sắc theo phần trăm phiếu bầu
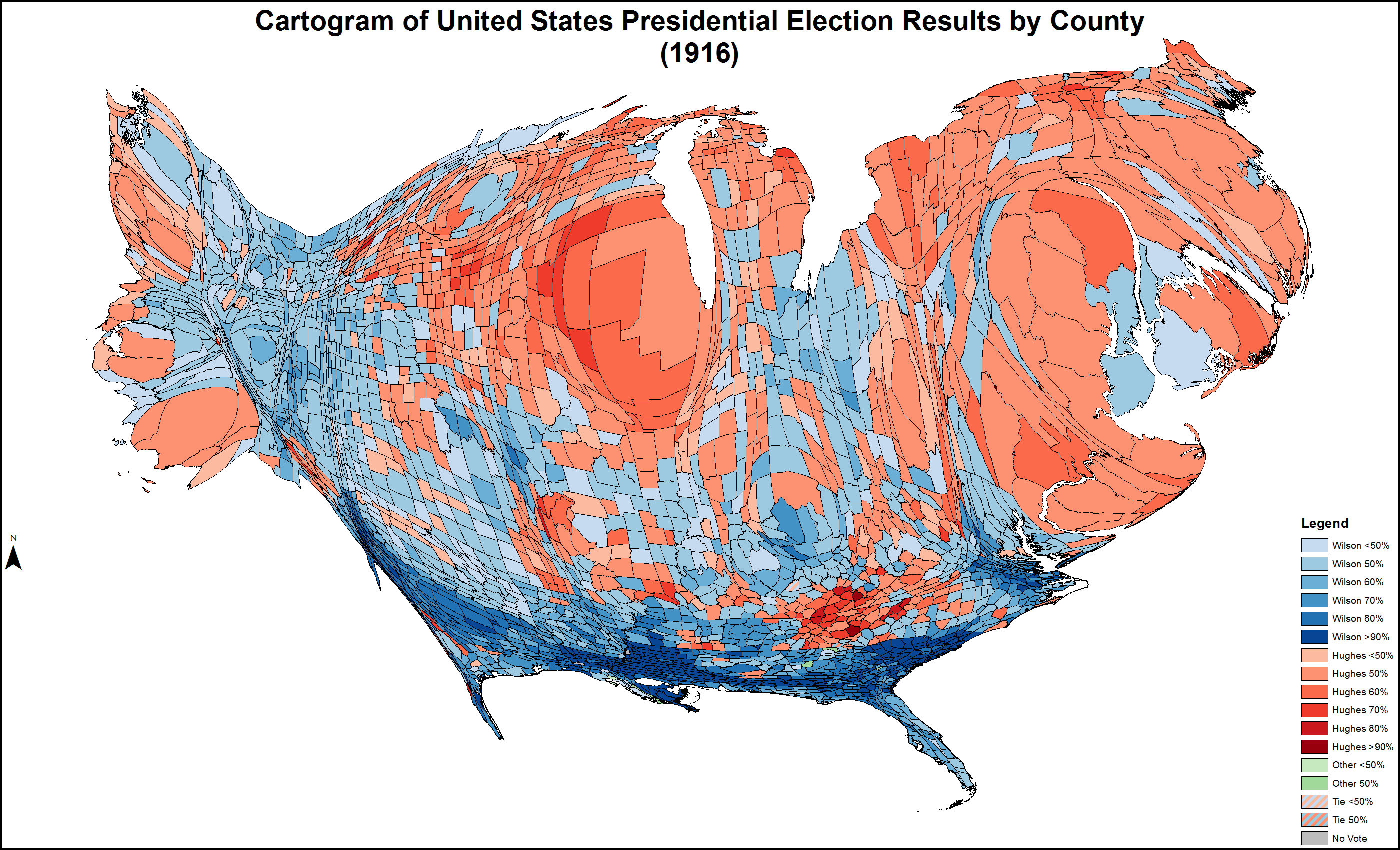
Tích đồ biểu thị kết quả theo quận
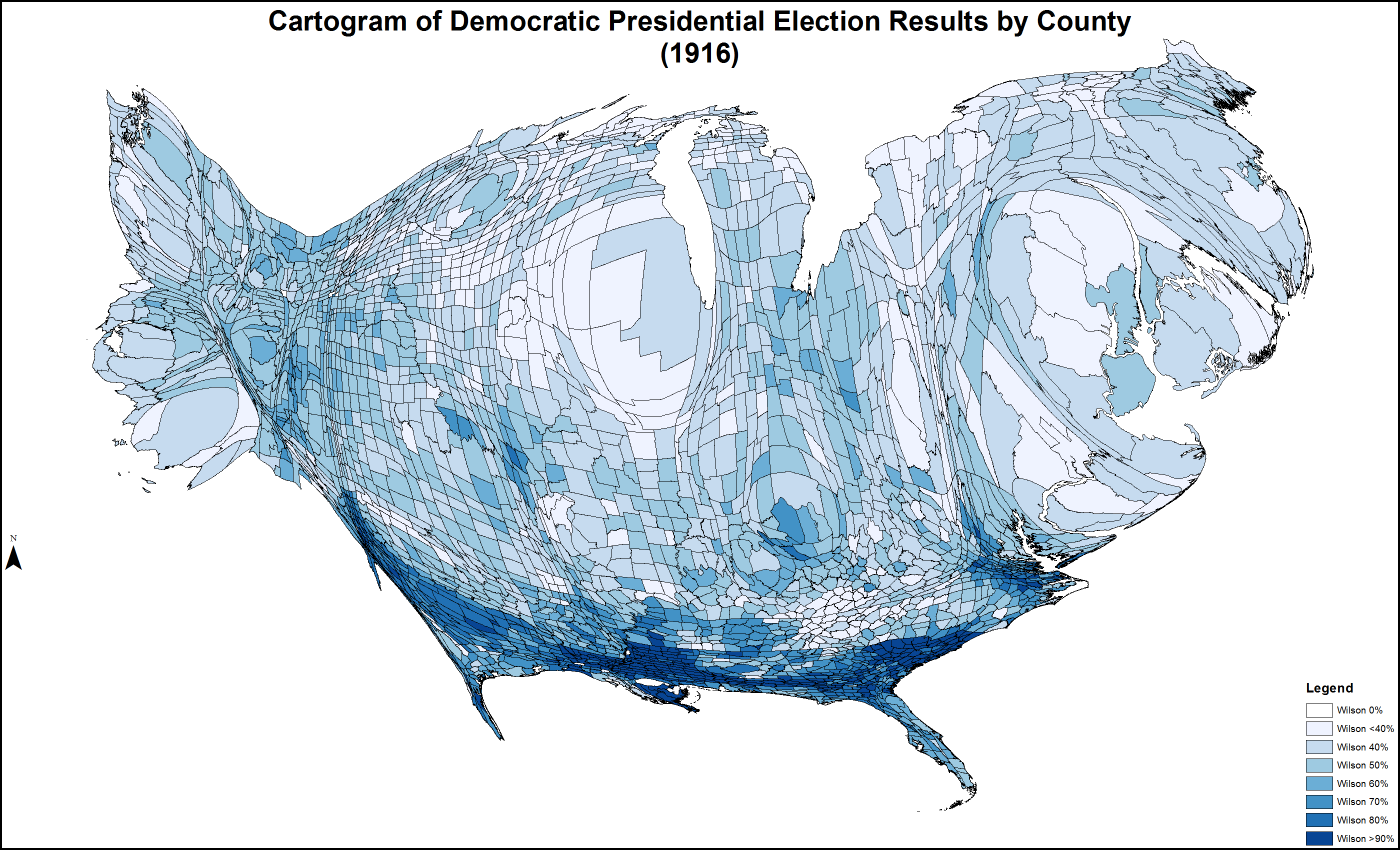
Tích đồ biểu thị quận bầu cho Đảng Dân chủ
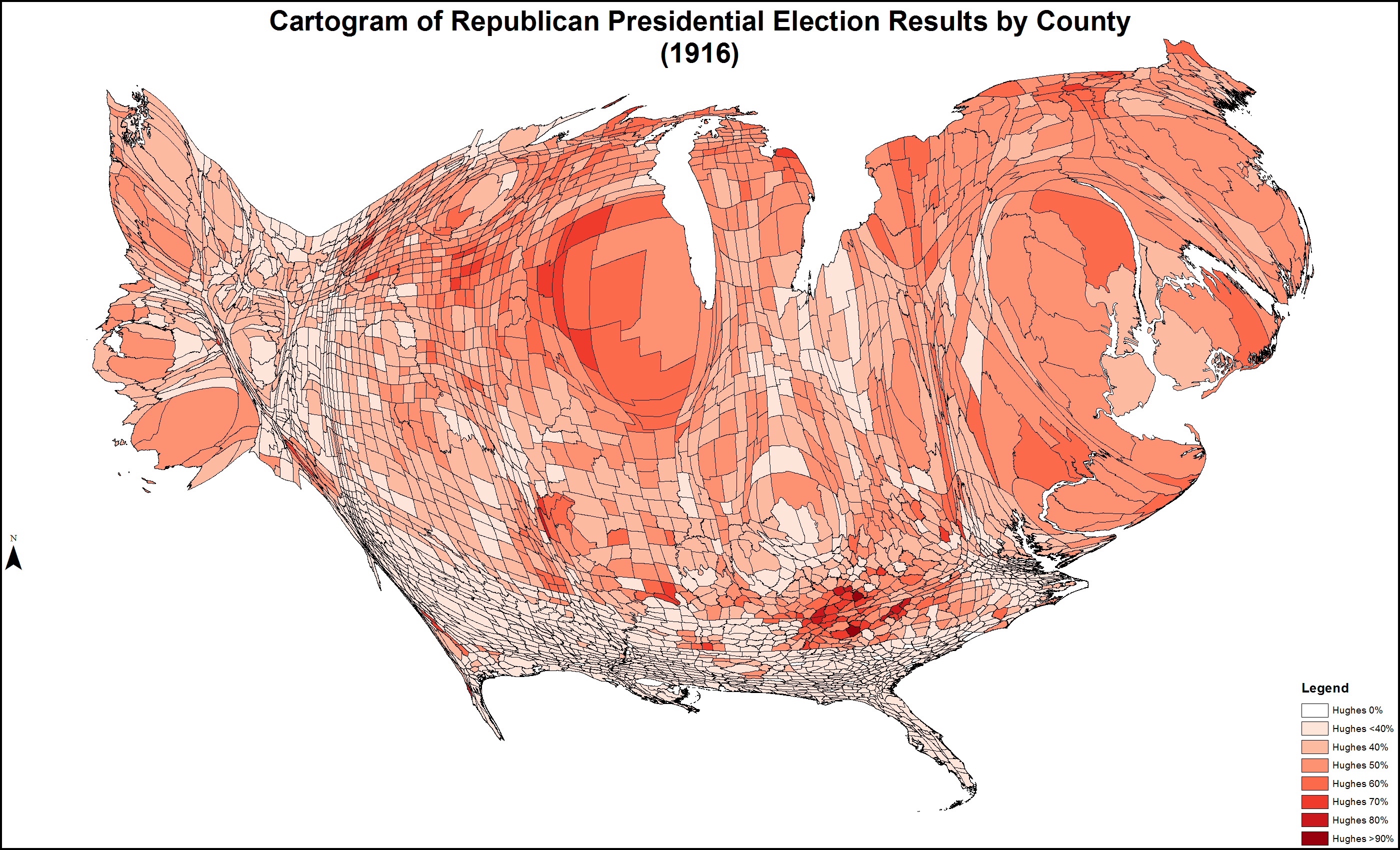
Tích đồ biểu thị quận bầu cho Đảng Cộng hòa
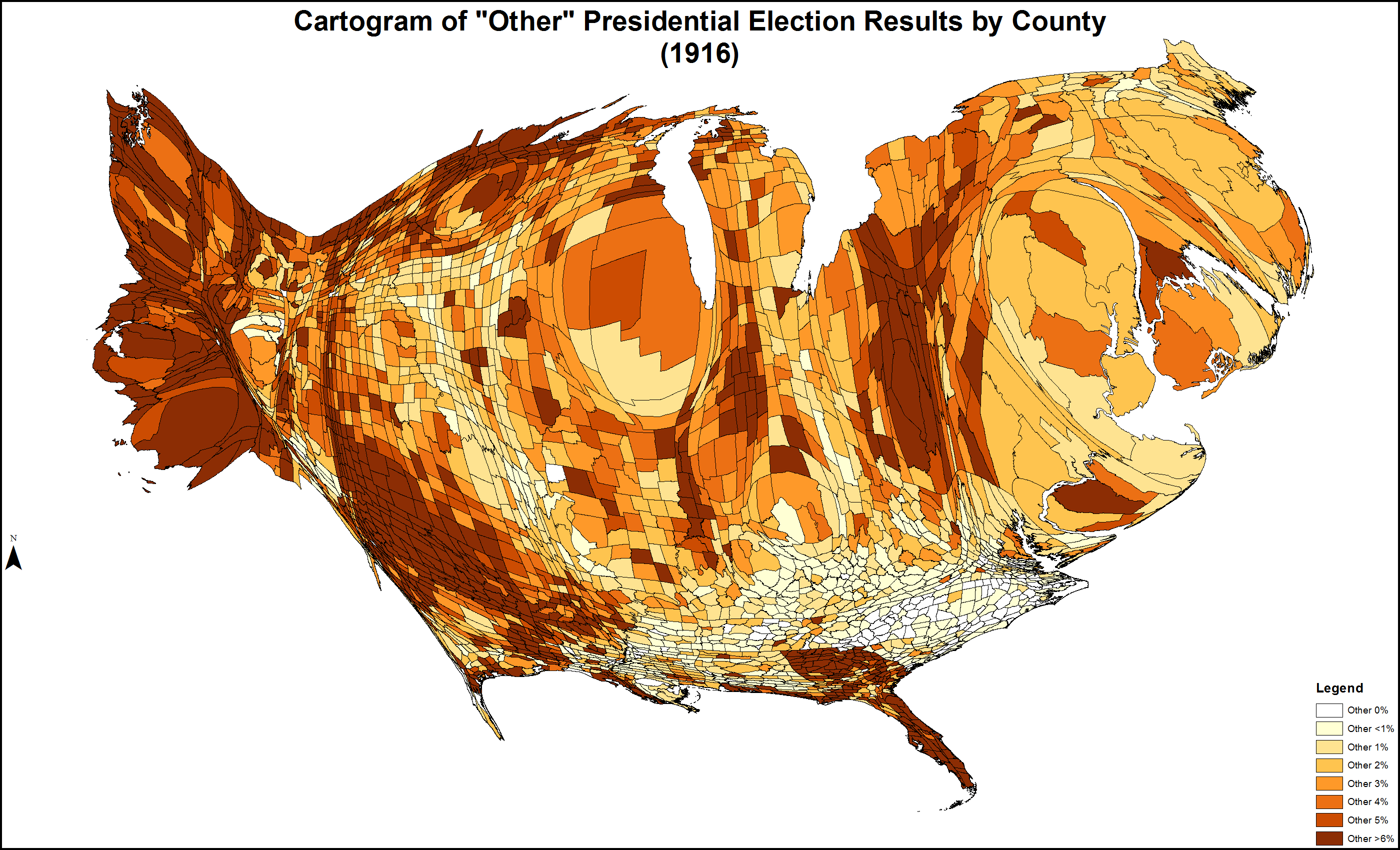
Tích đồ biểu thị quận bầu cho ứng cử viên "Khác"

## Hậu quả
Những chiến thắng của Wilson trong cuộc bầu cử này là một hiện tượng mới trong Hệ thống Đảng thứ tư. Sự thay đổi phiếu bầu này khiến một số người tin rằng Đảng Dân chủ có thể nắm được lợi thế quyết định trong cuộc bầu cử năm 1920.